# 1048 Feodosia
1048 Feodosia è un asteroide della fascia principale del diametro medio di circa 70,16 km. Scoperto nel 1924, presenta un'orbita caratterizzata da un semiasse maggiore pari a 2,7324089 UA e da un'eccentricità di 0,1801078, inclinata di 15,80632° rispetto all'eclittica.
Il suo nome è un omaggio alla città di Feodosia, in Crimea.